# آنار نظیروف
آنار نظیروف (ترکی آذربایجانی: Anar Nəzirov؛ زادهٔ ۸ سپتامبر ۱۹۸۵) بازیکن فوتبال اهل جمهوری آذربایجان است.
از باشگاه‌هایی که در آن بازی کرده‌است می‌توان به باشگاه فوتبال استاندارد سومقاییت، باشگاه فوتبال کپز، باشگاه فوتبال توران توووز، باشگاه فوتبال نفتچی باکو، باشگاه فوتبال قبله، باشگاه فوتبال زیره، و باشگاه فوتبال سومقاییت اشاره کرد.
وی همچنین در تیم ملی فوتبال جمهوری آذربایجان بازی کرده‌است.